# Fritzi Bartoni

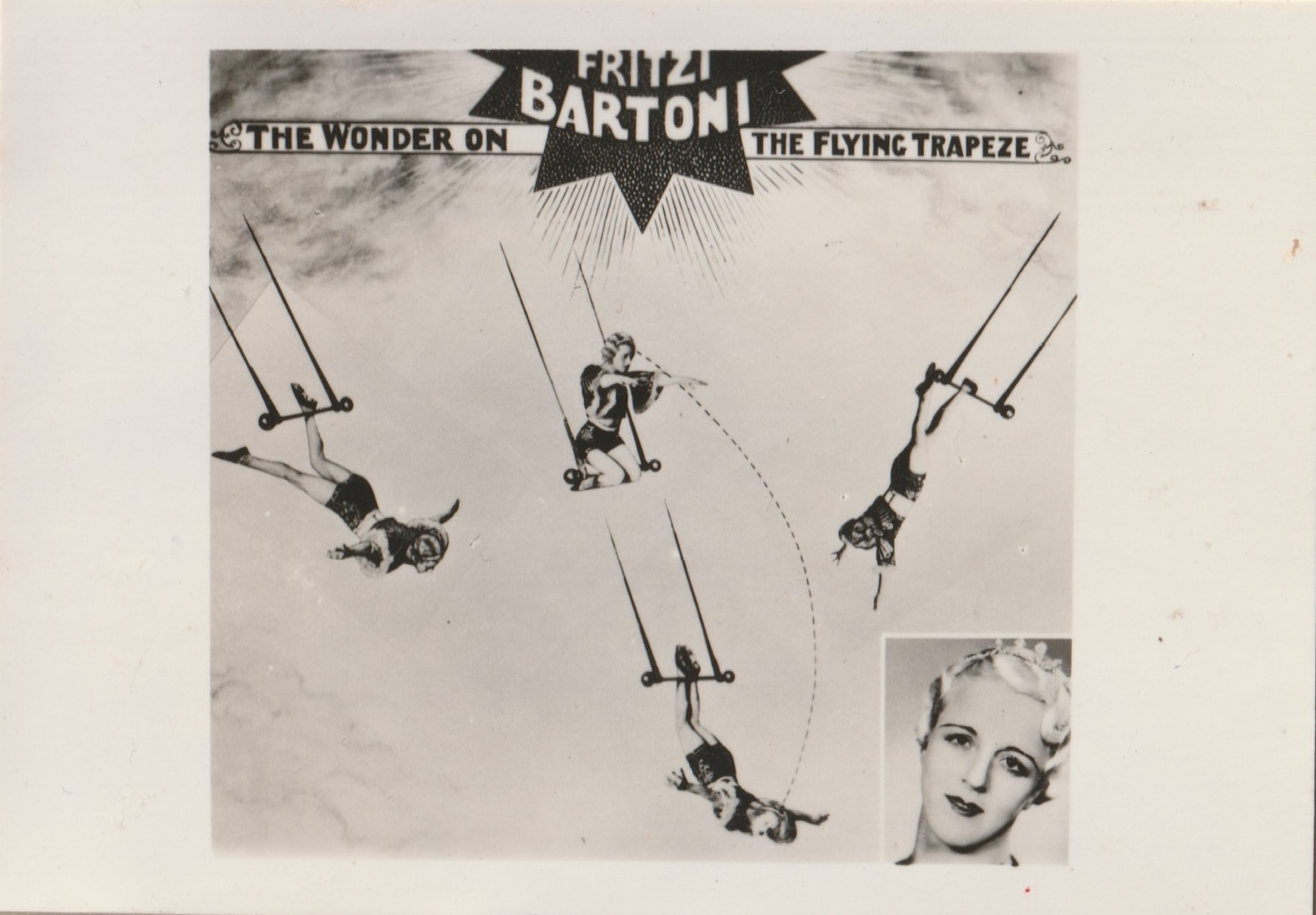
Autogramm von Fritzi Bartoni von ca. 1940, das die Künstlerin zu Werbezwecken nutzte und das ihren Absprung vom Trapez in den Fersenhang illustriert.

Fritzi Bartoni (* 1910 in Wien; † 28. April 1978 in Hollywood), bürgerlich: Frida Barfeld, war eine bedeutende österreichische Schwungtrapez-Künstlerin.

## Karriere
Die in Wien geborene Fritzi Bartoni wuchs in einer bürgerlichen Familie auf und war vor ihrer Karriere als Artistin zunächst in Ausbildung in einem Schneideratelier. Als leidenschaftliche Turnerin wurde sie jedoch während einer Schauturnen-Vorstellung von einem „Zirkusmann“ entdeckt. Dieses Ereignis bildete den Startschuss ihrer Karriere als Schwungtrapez-Künstlerin. Fritzi Bartoni galt als international gefeierte Sensation und war berühmt für ihren spektakulären Trick, genannt Fersenhang.

## Internationale Engagements
- Bertram Mills Circus 1935–1937[3]
- Circus Busch 1937[8]
- Cirque Medrano 1938[3]
- Ringling Bros. and Barnum & Bailey Circus 1939[3]
- Cirkus Miehe 1940[3]
- Circus Knie 1941[3]
- Blackpool Tower Circus 1948[3]

## Leistungen
Bartoni soll die erste Zirkus-Artistin gewesen sein, die den sogenannten Fersenhang vollführte. Dabei handelt es sich um einen Trick, bei dem sich die Artistin mit ausgestreckten Armen kopfüber vom Trapez fallen lässt und sich dann nur mit ihren Fersen an der Trapez-Stange wieder auffängt, um dann in dieser Position weiter zu schwingen. All dies hat Bartoni jeweils ohne Netz ausgeübt. Sie konnte diesen Trick ebenfalls nur mit einer Ferse ausführen, wie die Neue Zürcher Nachrichten berichtete. Auf die Frage hin, ob sie denn bei solch gefährlichen Tricks keine Angst hätte, habe sie jeweils nur gelacht, wie das Neue Wiener Tagblatt schreibt. Für andere Trapez-Künstlerinnen und Turnerinnen galt Fritzi Bartoni als Inspiration, insbesondere ihr Fersenhang-Trick. Die Auftritte von Fritzi Bartoni fanden immer wieder lobenswerte Erwähnung in der Presse: Im Wiener Tag wurde Bartoni etwa als von der ganzen Welt gefeierte Sensation sowie als Meisterin des Trapezes bezeichnet. Die Tat bezeichnete Bartoni nicht nur als jung und hübsch, sondern zählte sie gar zu den ganz großen Artistinnen der Zeit. „Oben auf dem Trapez ist sie daheim“, wie Der Wiener Tag schreibt.

## Berufsrisiko
Der Beruf als Schwungtrapez-Künstlerin brachte auch erhebliche Risiken mit sich: So stürzte Bartoni bei einer Vorstellung im Mai 1939 während ihres Engagements am Ringling Bros. and Barnum & Bailey Circus in Boston und zog sich eine Lungenverletzung sowie neun Frakturen zu. Ihr Lehrmeister und Ehemann Eugene Lombard Bartoni, ein ehemaliger Luftakrobat, war in die Manege gestürmt und hatte versucht, ihren Sturz abzufangen. Für den restlichen Abend wurden dann Netze für alle weiteren Luftnummern installiert, da die Zuschauer keine solch riskanten Darbietungen mehr zu sehen wünschten. Auf die Netze wurde jedoch an allen darauffolgenden Tagen in dieser Woche erneut verzichtet. Netze für Luftnummern beziehungsweise entsprechende gesetzliche Vorschriften wurden erst ab Mitte des 20. Jahrhunderts üblich in Zirkussen. Spektakuläre Nummern mit hohem Risiko dienten während längerer Zeit als Publikumsmagnet.
Nur sechs Monate nach ihrem Sturz versuchte sich Fritzi Bartoni wieder an ihrem Schwungtrapez. “That's a miracle, I have never seen that in my life”, lautete die Reaktion ihres Arztes. In einem späteren Interview mit The Boston Post über den Unfall erzählte Bartoni: “I felt nothing at all. I heard the music. I saw the crowd, but I felt nothing at all.”
Im Januar 1948 stürzte die Artistin erneut, diesmal während einer Abendvorstellung im Blackpool Tower Circus in Blackpool: Ein doppelter Schädelbruch sowie ein ausgekugelter Arm waren die Folge und Bartoni lag mehrere Tage lang im Koma.
Es ist bislang nicht bekannt, ob Fritzi Bartoni nach diesem Unfall ihre Tätigkeit wieder aufnehmen konnte. Sie starb 1978 in Hollywood im Alter von 68 Jahren.